# Ratusz w Opolu
Ratusz w Opolu – budynek w Opolu, znajdujący się w dzielnicy Śródmieście. Wzniesiony w 1864 i częściowo w 1936 roku, w stylu neorenesansowym na wzór florenckiego pałacu Vecchio w miejscu wcześniejszej budowli.

## Historia
W średniowieczu w miejscu obecnego ratusza znajdował się drewniany dom kupiecki, w XIV wieku zdecydowano o postawieniu budowli z cegieł – ratusza, w którym miały znaleźć siedzibę miejskie władze. Kupcy musieli się przenieść do przybudówek przy zachodniej ścianie. W XVI wieku postawiono wieżę z zegarem i dzwonem. Wiadomo, że w XVIII wieku na Rynku znajdował się pręgierz, przy którym w 1794 roku został wychłostany, a później przepędzony z miasta buntownik chłopski Marek z Jemielnicy. W 1740 roku postawiono barokową wieżę z charakterystyczną cebulastą kopułą. Około roku 1818 miał miejsce pożar, który doszczętnie zniszczył wieżę, aż do fundamentów. W latach 1818–1826 przeprowadzono gruntowną przebudowę kompleksu ratuszowego, odbudowując jednocześnie wieżę w niezmienionym kształcie i ozłacając kopułę za kwotę 150 talarów.
W roku 1860 lub 1863, podczas robót remontowych, konieczne okazało się rozebranie nadwerężonej wieży. W 1864 roku wzniesiono, pod kierownictwem architekta Albrechta, nową 60-metrową wieżę wzorowaną na pałacu Vecchio we Florencji.
W 1933 roku przystąpiono do rozbiórki szpecących rynek przybudówek ratusza, niestety niedostatecznie zabezpieczono wieżę, która rankiem 15 lipca 1934 r. runęła. Na szczęście nikt nie zginął, nie doznały uszczerbku sąsiadujące kamienice. Szybko podjęto się odbudowy: w 1936 r. była już wzniesiona niewiele różniąca się od poprzedniej 65-metrowa wieża, dobudowano południowe skrzydło ratusza wraz z arkadami oraz odrestaurowano pozostałą część kompleksu. Ratusz przetrwał bombardowania Opola w czasie II wojny światowej i służy do dzisiaj jako siedziba władz miejskich. W 1994 roku wyremontowano elewację, natomiast 2 lata później otworzono w piwnicy pub, nawiązując do tradycji Piwnicy Świdnickiej, która niegdyś tam funkcjonowała.
Obecnie w budynku mieści się siedziba władz miasta wraz z gabinetem prezydenta. Z wieży ratuszowej wykonywany jest codziennie hejnał Opola.